# Mépart
Sous l'Ancien Régime, un mépart est une communauté de prêtres.
On parle alors de prêtre mépartiste.
On trouve dans un ouvrage écrit en 1696 consacré à l'Histoire de l'église abbatiale et collégiale de Saint Estienne de Dijon par l'abbé Fyot la définition suivante :
Le fond des revenus destinés à la desserte des obits, fondations et autres services des paroisses de Dijon est partagé en plus ou moins de parties à proportion que ce fond est plus grand ou plus petit et à proportion aussi que ces églises ont besoin aussi d'un plus grand nombre d'ecclésiastiques pour les desservir, que ces parties ou portions sont appelées méparts et que les ecclésiastiques qui font le service de ces obits et fondations et qui ont part à ces revenus, sont à cause de cela appelés mépartistes.
Il précise l'étymologie du mot mépart qui viendrait du latin misparistae abréviation de mixti-partistae ou de medi-partistae parce que ces parts ou portions étaient sous-divisées et que les méparts étaient de moindre revenu que les cures ou les canonicats.
Le curé de la paroisse est alors le chef de la communauté des prêtres.
Les communautés de prêtres recevant des méparts sont constitués de prêtres nés et habitant dans la paroisse. Ils sont aussi appelés enfants prêtres. Ces communautés s'observent dans plusieurs diocèses de France.
Dans les diocèses d'Autun, Besançon, Chalon-sur-Saône et Dijon, ces communautés de prêtres de paroisses sont appelées fraternité ou mépart.
Dans le Massif Central, on les appelle prêtres "filleul". Quand ils sont regroupés en communautés structurées on les désigne sous le nom de "communalistes" ou de "prêtres sociétaires".
La particularité de ces communautés de prêtres est qu'elles n'ont pas de place dans la hiérarchie catholique, bien que leur existence ne puisse être ignorée.
À l'origine, ces communautés de prêtres avaient été fondées pour la célébration des fondations de messes et contribuer à leur solennité. L'enfant prêtre a d'abord comme fonction d'intercéder par la prière auprès des saints pour l'âme des disparus. Le prêtre sociétaire n'a pas un rôle très éloigné dans l'église de sa paroisse de celui de chanoine dans une collégiale.
Ces communautés de prêtres font partie de la communauté paroissiale et gèrent le patrimoine que possède la communauté. Ces communautés ont un rôle à la fois spirituel et économique. Dans le Midi de la France, des études ont montré que ces collèges peuvent fonctionner comme des sociétés de crédit au profit des habitants de la paroisse. Elles ont montré que les familles consacraient alors un des enfants à la prêtrise pour que celui-ci puisse jouir de la portion de dîme qui va lui revenir.
Le rôle particulier de ces collèges de prêtres a entraîné une mise en concurrence avec les curés. Ils ont participé activement à constituer l'identité de la paroisse. 